# Bamako (film)
Bamako è un film del 2006 diretto da Abderrahmane Sissako.
Presentato al 27º Festival di cinema africano di Verona, fuori concorso al Festival di Cannes nel 2006, al Festival di Cartagine e al Fespaco 2007.

## Trama
Melé è una cantante di bar; suo marito, Chaka, disoccupato, si rinchiude sempre più in sé stesso. Nonostante li unisca la loro figlia, il loro rapporto si rovina sempre più. Vivono in una casa condivisa con diverse altre famiglie. Nel cortile comune si tiene frattanto un sorprendente avvenimento: un processo che vede la società civile africana accusare la Banca Mondiale e il Fondo Monetario Internazionale!

## Produzione
Questo film mescola una parte di finzione secondo una sceneggiatura scritta da Sissako e un processo improvvisato da veri avvocati  (tra cui i francesi Français William Bourdon e Roland Rappaport), presidente della giuria e testimoni. I diversi "attori" del processo hanno dunque elaborato da sé i propri argomenti e arringhe, dando una visione interessante della mondializzazione e delle sue conseguenze in Africa.
Durante una scena in cui alcuni personaggi guardano la televisione maliana, questa trasmette un (finto) film in stile spaghetti western, "Death in Timbuktu" (Morte a Timbuctù), che ironizza sul mondo attuale e mostra la complessità delle cose: bianchi e neri uccidono dei neri, simbolo di una corresponsabilità degli effetti negativi della mondializzazione attuale nei paesi del sud del mondo. I cowboys sono impersonati dallo stesso Sissako, da Danny Glover (co-produttore del film) e da altri amici personali di Sissako: tutti hanno accettato di recitare questa parte gratuitamente.

## Riconoscimenti
- Presentato fuori concorso al Festival di Cannes 2006.
- Grand prix del pubblico del Festival Paris Cinéma 2006.
- Presentato al Festival internazionale del film di La Rochelle 2006.
- Presentato al Festival internazionale del film di Toronto 2006.
- Presentato al Festival del film di New York 2006.
- *Premi Lumière 2007: miglior film francofono